# イヌイットの音楽
イヌイットはアラスカ州やグリーンランドだけでなく、カナダ北部、とりわけヌナブト準州やヌナビク、ヌナツィアブトそしてノースウエスト準州にかけて住んでいる。伝統的なイヌイットの音楽は、知られている限りでは最古である舞曲に使うドラム、そしてカナダや外国で注目されたカタジュジャク (katajjaq) とよばれる歌唱スタイル （喉歌） が基礎となった。

## 歴史
イヌクティトゥット語には、西洋的概念に影響された聴衆や民族音楽学者の想定する音楽という言葉が伝統的に存在しない。民族学的調査では、音楽の概念自体が彼らの文化に無いことを示唆している (Nattiez 1990:56) 。一番近い語であるnipiは、音楽や演説の声、雑音という概念を含んでいる。
商業的録音技術が確立される以前は、イヌイットの音楽は単純に子守唄として用いられたばかりでなく、狩猟やギャンブルの成功を精霊に祈願する霊的儀式に一般に使われていた。イヌイットの音楽は、労働歌や愛を歌った音楽の冷徹的不足が長い間有名であった。これらの初期の音楽的特徴はヨーロッパの水夫、特にスコットランドやアイルランドからきたものの影響で変化していった。アコーディオンのような楽器やドラムが普及し、ジグやリールのようなダンスが一般的となった。20世紀にはアルスター=スコットから派生したアメリカのカントリー・ミュージックがイヌイットの間で特に人気となった。
Nettl (1956, p.107) はイヌイットの音楽における以下の特徴を載せている。
- 叙唱のような歌い方
- 複雑なリズム編成
- およそ6度間が平均の比較的狭い旋律的音域
- 旋律における長3度と短2度の傑出
- 起伏のある旋律線

カナダ放送協会は1961年にノースウエスト準州のフロビッシャーベイ （現称イカルイト） にてAMラジオ局「CFFB」イヌイット地域における音楽を放送してきた。Charlie Panigoniakは初期のレコード界のスターであるイヌイットとして有名であり、今もなおギタリストとして活躍している。しかしもっとも有名なイヌイットの演奏家はSusan AglukarkとTanya Tagaq Gillisである。グリーンランドではイヌイットのヒップホップクルー、Nuuk Posseが1985年に結成され、カラーリット語によるラップで活躍している。

## 主なアーティスト
- スーザン・アグルカーク
- ケリー・フレイザー